# Shabnam Mousi
Shabnam "Mousi" Bano (शबनम मौसी, em hindi) é uma política indiana famosa por representar a comunidade de eunucos e transexuais indianos, conhecidos como hijras. Foi eleita pela cidade de Sohagpur para a assembleia legislativa do estado de Madhya Pradesh, na legislatura de 1998 a 2003.
Em 2005 sua biografia tornou-se tema de filme homônimo, lançado em vários festivais de cinema mundo afora.

## Vida pessoal
Shabnam Mousi ("Tia Shabnam" em hindi) foi batizada Chandra Prakash ao nascer em uma família brâmane em 1955. Por vir ao mundo com algum grau de intersexualidade, foi dada ainda bebê por seus pais aos hijras, os transexuais indianos (pessoas fisicamente masculinas ou intersexuais que são considerados membros do “terceiro sexo”).
Ela então cresceu sob a influência e tradições hijras e foi criada para ser uma bailarina.

## Carreira

### Figuração e política
No fim da adolescência, após ser injustamente acusada do assassinato de sua mãe adotiva, Shabnam decidiu fugir. Para sobreviver sozinha, conseguiu pequenos papeis em filmes indianos até decidir entrar na política.
A carreira política de Shabnam se iniciou ao mudar-se para o estado de Madhya Pradesh e assumir um trabalho social. Através de sua coragem e determinação, ela lutou contra o preconceito social e eventualmente conseguiu subir às altas esferas do poder político ao disputar as eleições legislativas desse estado em 1999, e vencer. Shabnam foi a primeira hijra a entrar para a Assembleia Legislativa indiana.
Conhecida por suas declarações polêmicas, certa vez disse que os eunucos eram populares porque algumas pessoas os tinham como melhor alternativa a políticos corruptos. Disse também que eunucos eram mais propensos a servir, por não terem interesse em amealhar bens para seu próprio usufruto, já que não vivem dentro de uma família mas experimentam uma vivência em comunidade.
Em 2012, a política tentou novamente se reeleger para a assembleia local do distrito de Shahdol pelo Rashtriya Viklang Party (RVP), contudo obteve apenas 118 votos.

### Filme bollywoodiano
Em 2005 foi lançado em Bollywood pelo diretor indiano Yogesh Bhardwaj o filme Shabnam Mousi, produzido pela Bollywood Films & Entertainments. Com 153 minutos de duração e 35 milímetros, o filme foi filmado em hindi mas legendado em inglês. Cheio de ação, conta a história de Shabnam, a hijra que teve que, usando música, dança, artes marciais, assim como uma inteligência astuciosa, deu o melhor de si para superar a opressão social e galgar seu caminho até o topo da multiestratificada sociedade indiana.
O filme foi exibido em vários festivais de cinema, entre os quais o London Lesbian and Gay Film Festival (Inglaterra), em 29 de março de 2007, o Netherlands Transgender Film Festival (Países Baixos), entre 23 e 27 de maio de 2007, e o Espoo Film Festival (Finlândia), em 24 de agosto do mesmo ano. Embora o ator principal, Ashutosh Rana, que interpretou Shabnam, tenha recebido elogios por sua atuação, o filme em si não foi bem cotado pela crítica em sites especializados internet afora.